# Xã Tate, Quận Clermont, Ohio
Xã Tate (tiếng Anh: Tate Township) là một xã thuộc quận Clermont, tiểu bang Ohio, Hoa Kỳ. Năm 2010, dân số của xã này là 9.357 người.